# Elisabeth Charlotte von Anhalt-Harzgerode
Elisabeth Charlotte von Anhalt-Harzgerode (* 11. Februar 1647 in Harzgerode; † 20. Januar 1723 in Schloss Østerholm auf Alsen) war durch Heirat zunächst Fürstin von Anhalt-Köthen und dann Herzogin von Schleswig-Holstein-Sonderburg-Norburg.

## Leben
Sie war die Tochter von Fürst Friedrich von Anhalt-Harzgerode und dessen erster Frau Johanna Elisabeth von Nassau-Hadamar. Sie war zunächst seit 1663 verheiratet mit Wilhelm Ludwig von Anhalt-Köthen, wurde 1665 Witwe und heiratete 1666 August von Schleswig-Holstein-Sonderburg-Plön. Ihr zweiter Ehemann vermachte ihr 1685 das Haus Domplatz 6 in Magdeburg, das jedoch 1694 verkauft wurde.
In ihrer zweiten Ehe hatte sie folgende Kinder:
- Joachim Friedrich (1668–1722)

⚭ Magdalene Juliana, Pfalzgräfin von Birkenfeld-Gelnhausen (1686–1720)
⚭ Juliane Luise von Ostfriesland (1698–1740)
- Auguste Elisabeth (1669–1709), Nonne in Herford
- Charlotte Sophie (1672–1720)
- Christian Karl (1674–1706) ⚭ Dorothea Christina von Aichelberg (1674–1762), ab 1702 Frau von Karlstein, 1722 Prinzessin von Dänemark
- Dorothea Johanna (* 24. Dezember 1676; † 29. November 1727) ⚭ Fürst Wilhelm von Nassau-Dillenburg (1670–1724)

Nach dem Tod ihres zweiten Mannes lebte sie auf dem Witwensitz Schloss Østerholm auf Alsen. Im Streit um die Rechtmäßigkeit der Ehe von Christian Karl und die Sukzessionsfähigkeit seines Sohnes gehörte sie zu den Unterstützern ihrer Schwiegertochter und ehemaligen Hofdame Dorothea Christina.